# Xã Larkin, Quận Nobles, Minnesota
Xã Larkin (tiếng Anh: Larkin Township) là một xã thuộc quận Nobles, tiểu bang Minnesota, Hoa Kỳ. Năm 2010, dân số của xã này là 188 người.